# Dania Cericola
Dania Cericola (Milano, 22 maggio 1959) è una doppiatrice, direttrice del doppiaggio e speaker italiana.

## Carriera
Frequenta la scuola di teatro, dizione e recitazione presso il Teatro delle Erbe a Milano.
Doppiatrice professionista dal 1978, nel 1981 ha partecipato, conducendolo, al programma Fresco fresco su Rai 1 ed è direttrice di doppiaggio dal 1990.
Per un breve periodo lavorò anche come annunciatrice per Italia 1 nei primi anni ottanta.
Ha lavorato in radio come voce ufficiale di R101 dal 2011 al 2013. Nel 2024 e nel 2025 conduce il programma Lattemiele...a casa mia il fine settimana dalle 10 alle 13 su Radio LatteMiele.

## Doppiaggio

### Film
- Chantal Lauby in Non sposate le mie figlie!, Non sposate le mie figlie! 2, Riunione di famiglia - Non sposate le mie figlie! 3
- Whoopi Goldberg in Eddie - Un'allenatrice fuori di testa, I segreti di Big Stone Gap
- Karin Viard in Benvenuti... ma non troppo, Lolo - Giù le mani da mia madre
- Judy Davis in Lo straordinario viaggio di T.S. Spivet
- Julia Stiles in Go with Me - Sul sentiero della vendetta
- Shiri Appleby in Havoc - Fuori controllo
- Janet Carroll in Una gorilla per amica
- Patti LuPone in Parker
- Deirdre Lovejoy in Billy Lynn - Un giorno da eroe
- Cheryl Paris in Un poliziotto per amico
- Deborah Kennedy in Orry Kelly - Tutte le donne che ho (s) vestito
- Tedde Moore in Un magico Natale a Washington
- Geraldine Chaplin in Marguerite & Julien - La leggenda degli amanti impossibili
- Isabelle Candelier in Effroyables jardins - I giardini crudeli della vita
- Florence Pernel in Ritorno in Borgogna
- Anna Nakagawa in Godzilla contro King Ghidorah
- Virginia McKenna in Christian il leone
- Carme Elías in Chi canterà per te?
- Cherry Jones in Transparent musica finale
- Sarita Choudhury in Sir Gawain e il Cavaliere Verde
- Vanita Harbour in Tutto è possibile
- Gail Everett-Smith in Natale a casa dei Loud
- Chelo Vivares in Tin & Tina

### Serie televisive
- Valerie Planche in Wynonna Earp, Billy the Kid
- Jill Basey in Lo show di Big Show, As We See It-Te lo racconto io
- Natalie Ceballos in Lo show di Big Show
- Retta in Good Girls
- Gillian Anderson in The Crown
- Rusty Schwimmer in The Guardian
- Jayne Modean in Trauma Center
- Sarah Chalke in How I Met Your Mother
- Sandy Duncan in La famiglia Hogan
- Herbie Baez in Beetleborgs - Quando si scatena il vento dell'avventura
- Kathy Gaffney in Snobs
- Delphine Rich in Candice Renoir
- Véronique Kapoyan in No Limit
- Clémentine Célarié in Lebowitz vs. Lebowitz
- Donna Dent in Vikings
- Maria Salgueiro in Vis à Vis - Il prezzo del riscatto
- Carla Ribas in Call Me Bruna
- Koyna Ruseva in Undercover
- Kym Whitley in Forever
- Mariangela Pino in OP Center
- Randee Heller in Cobra Kai
- Barbara Eve Harris in The Wilds
- Pamela Nomvete in Gangs of London
- Mercedes Morán in Il suo regno
- Lili Taylor in Outer Range
- Mutsuko Erskine in Le piccole cose della vita

### Film d'animazione
- Lady Isabel in I Cavalieri dello zodiaco - La dea della discordia, I Cavalieri dello zodiaco - L'ardente scontro degli dei, I Cavalieri dello zodiaco - La leggenda dei guerrieri scarlatti, I Cavalieri dello zodiaco - L'ultima battaglia, I Cavalieri dello zodiaco - Le porte del paradiso, I Cavalieri dello zodiaco - La leggenda del Grande Tempio
- Madre di Lamù in Lamù - Only You, Lamù - Remember My Love, Lamù - Boy Meets Girl: Un ragazzo, una ragazza, Lamù - Sei sempre il mio tesoruccio
- Lily McGuire in Fatal Fury: La leggenda del lupo famelico, Fatal Fury 2 - La sfida di Wolfgang Krauser, Fatal Fury: The Motion Picture
- Yajirobe in Dragon Ball Z - La sfida dei guerrieri invincibili (ridoppiaggio), Dragon Ball Z - Il destino dei Saiyan (ridoppiaggio), Dragon Ball Z - L'invasione di Neo Namek (ridoppiaggio)
- Madre di Ducky in Alla ricerca della Valle Incantata 8 - Avventura tra i ghiacci, Alla ricerca della Valle Incantata 9 - Le meraviglie del mare
- Tria in Alla ricerca della Valle Incantata 11 - L'invasione dei minisauri, Alla ricerca della Valle Incantata 12 - Il giorno dei rettili volanti
- Melissa in Mio mini pony - Il film
- Glinda in Ritorno a Oz
- Helen Keller in Anna dei miracoli
- Miss America in Coonskin
- Kanoe in X
- King in The Art of Fighting: L'occhio di Sirio
- Karla in Lamù - Boy Meets Girl: Un ragazzo, una ragazza
- Catherine Royal in Space Adventure Cobra
- Chiyo, madre di Haohmaru in Samurai Spirits - Apocalisse a Edo
- Betty Rubble in I Flintstones - Yabba Dabba Do!
- Helen Morgendorffen in Daria - The Movie: E' già autunno?
- Gallimima in Alla ricerca della Valle Incantata 7 - La pietra di fuoco freddo
- Mamma Diplo in Alla ricerca della Valle Incantata 9 - Le meraviglie del mare
- Lamika in Vampire Hunter D
- Madre di D in Vampire Hunter D: Bloodlust
- Megumi Takani in Kenshin il Vagabondo: Capitolo del tempo
- Stella in Balto - Sulle ali dell'avventura
- Rebecca in Nadia e il mistero di Fuzzy (ridoppiaggio)
- Kurama/Shuichi Minamino in Yu Yu Hakusho - Il sigillo d'oro
- Yggdrasil in Oh, mia dea! - The Movie
- Voce narrante in D'Artagnan e i moschettieri del re
- Kurenai Yuhi in The Last: Naruto the Movie
- Jodie Starling in Lupin Terzo vs Detective Conan
- Mary in È arrivato il Broncio
- Boa Hancock in One Piece Stampede - Il film

### Serie d'animazione
- Evelyn in Evelyn e la magia di un sogno d'amore e Majocco Club
- Pollyanna in Pollyanna
- Jo March in Una per tutte, tutte per una
- Shana Elmsford in Jem
- Layla Young in Tommy la stella dei Giants
- Alyssa in Moominland, un mondo di serenità
- Regina Ginevra in Re Artù e i cavalieri della tavola rotonda
- Cleofatra in Mostri o non mostri... tutti a scuola
- Doris O'Connor in Marmalade Boy
- Jodie Starling (3ª voce) e personaggi minori in Detective Conan
- Principessa (Il principe ranocchio), Maria, Principessa (La stufa di ferro), Lisbeth in Le fiabe son fantasia
- Helen Morgendorffer in Daria
- Michelle Hamilton in Rossana
- Grandis Granva in Nadia - Il mistero della pietra azzurra (2ª edizione)
- Heather Jasper in Cortili del cuore
- Regina Nehellenia in Sailor Moon
- Scarlet O'Hara/Angel Salvia in Wedding Peach - I tanti segreti di un cuore innamorato e Wedding Peach DX
- Alessia in Mirmo!!
- Aki Hinata in Keroro
- Micia (1ª voce) nelle prime serie di Hello! Spank
- Jirobay in Dragon Ball, Dragon Ball Z
- Kurenai Yuhi in Naruto e Naruto Shippuden
- Lady Isabel in I Cavalieri dello zodiaco, I Cavalieri dello zodiaco - Saint Seiya - Hades, Saint Seiya - I Cavalieri dello zodiaco
- Kanoe in X
- Ayako in Slam Dunk
- Noelle Borr in Trinity Blood
- Claire Rondo in Planetes
- Chicca in Prendi il mondo e vai
- Kurama / Shuichi Minamino in Yu Yu Hakusho
- Rogue ne Insuperabili X-Men
- Renee Montoya in Batman
- Teresa in Claymore
- Regina Aleena in Sonic Underground
- Fea Anderson in Che famiglia è questa Family!
- Rita Megumi in La leggenda di Hikari
- Niki Stone in I rangers delle galassie
- Chuckie in Un mostro tutto da ridere
- Ambarabà in Galline alla riscossa
- Janet Baskerville in The Baskervilles
- Lady Campbell in Emma - Una storia romantica
- Olga in Kikoriki
- Joanna Harrigan Thomas in Sorridi, piccola Anna
- Cookie la boxer in Pound Puppies
- Sig.ra Livingstone in Zip Zip
- Boa Hancock, Shakuyaku (ep. 408), Victoria Cindry, Killidue e Margarita in One Piece
- Camula e Tania in Yu-Gi-Oh! GX
- Sarah Frances Russell in Milly - Un giorno dopo l'altro
- Signorina Criceto in Peppa Pig
- Midori Yamabuki in Dr. Slump
- Luri in Il libro della giungla
- Lola Caricola in CatDog
- Mary Test in Johnny Test
- Jo March in Una classe di monelli per Jo
- Margherita e Barbara in Lovely Sara
- She-Hulk in L'incredibile Hulk
- Steil in Æon Flux
- Professoressa Badcock in Little Witch Academia
- Leo B. Harway in Fate/Extra Last Encore
- Jody Hopper in Magic Kaito 1412
- Bunny Stella in Lo show di Patrick Stella
- Izumi Ishida in Bleach: Thousand-Year Blood War

### Videogiochi
- Kagura in Tenchu: Wrath of Heaven[2]
- Ispettore Carmelita Montoya Fox nella quadrilogia di Sly Cooper
- Angela Cross in Ratchet & Clank: Fuoco a Volontà
- Capitano Sasha in Ratchet & Clank 3
- Constance Drake e Thundra in Dinotopia[3]
- Grace Nakimura in Gabriel Knight 2: The Beast Within[4]
- Signora Jumbo ne La rivincita dei Cattivi[5]
- Regina in Blood & Lace[6]
- Suze in The Getaway[7]
- Seem in Jak 3[8]
- Avvoltoio in L'era glaciale 2 - Il disgelo[9]
- Anya Andersotter in BioShock[10]
- Duchessa Orlowski e Jada in Dracula: Origin[11]
- Principessa e Elise in Fable III[12]
- Aisha in Elsword[13]
- Motor Momma in Borderlands 2[14]
- La Bibliotecaria in Halo 4[15]
- Grent/Grant Cook in Inazuma Eleven Strikers[16]
- Rhona Dinsmore in Assassin's Creed IV: Black Flag[17]
- Kirsten in Beyond: Due anime[18]
- Lady Comstock in BioShock Infinite[19]
- Vescovo in Assassin's Creed: Unity[20]
- Briella in Diablo III: Reaper of Souls[21]
- Sylvanas Ventolesto, Fabbro d'Arathi, Gnoma inventrice e Maestra degli inganni in Hearthstone[22]
- Annunciatrice e Sylvanas Ventolesto in Heroes of the Storm[23]
- Sylvanas Ventolesto in World of Warcraft[24]
- Cassiopeia e Poppy (pre-rework)  in League of Legends
- Dottoressa Blackburne in Dead Rising 4[25]
- Natalia Kowalski in LEGO City Undercover

## Spot

### Spot radio
- Pantene Protagonist, Galbusera e Aprilia.

### Spot TV
- Tampax, Nivea, Gaviscon, Elah e Testanera Country Colors.